# Zabłoto (Ukraina)
Zabłoto (ukr. Заболото, Zabołoto) – wieś na Ukrainie, w obwodzie lwowskim, w rejonie złoczowskim.
Do 2020 w rejonie buskim.